# Варік-стріт
Варік-стріт (англ. Varick Street) — проходить з півночі на південь переважно в районі Хадзон-сквер Нижнього Манхеттена в Нью-Йорку, Сполучені Штати. Північна кінець Варік-стріт знаходиться у Вест-Вілледж, де вона є продовженням Сьомої авеню на південь від Кларксон-стріт. Продовжується в центрі міста через Гудзон-сквер і Трайбекою, аж до Леонард-стріт, де зливається з Вест-Бродвеєм. Автомобільний рух односторонній, на південь. Основні вулиці зі сходу на захід, які перетинаються, включають Х'юстон-стріт і Канал-стріт. Наближаючись до Брум-стріт, дві крайні праві смуги Варік-стріт зарезервовані для руху, який повертає в Тунель Голланда.

## Історія
Варік-стріт названа на честь Річарда Варіка, нью-йоркського законодавця ранніх часів та мера Нью-Йорка з 1789 по 1801 рік, який володів майном у цьому районі.
У 1853 році Генріх Енглгард Штайнвег (пізніше відомий як Генрі Е. Стейнвей) заснував першу американську фабрику Steinway & Sons на горищі в задній частині Варік-стріт 85.
Варік-стріт була розширена на південь Сьомої авеню в 1917 році. Під час проекту розширення було знесено кілька старих будівель, у тому числі каплиця Святого Іоанна, що сприяло будівництву лінії IRT Бродвей–Сьома авеню Нью-Йоркського метрополітену та відкрито новий автомобільний маршрут між Мідтауном і Нижнім Мангеттеном.